# Gülüstan-palota
A Gülüstan-palota (Gülüstan sarayı) Azerbajdzsán legfontosabb konferenciaközpontja, ahol számos hivatalos állami eseményt, rendezvényt tartanak, de nemzetközi konferenciákat és nem állami rendezvényeket is szerveznek ide. Több nemzetközi olajszerződést is itt írtak alá és itt tartották az Azerbajdzsán függetlenségének 20. évfordulójára szervezett megemlékezést is. Az 1970-es években építették, Abbas Ələsgərov és hat másik szakember tervezte. 1980-ban nyitották meg, 1998-ban felújították.
Az épület kétszintes és egy pinceszint is tartozik hozzá. Található benne 100 férőhelyes mozi, gyermekétkező 40 férőhellyel, két bár, diszkótermek, szuvenírbolt és ruhatár. A második emeleten 960 ülőhelyes konferenciaterem mellett egy 179 férőhelyes étterem és egy 149 férőhelyes bankett-terem is helyet kapott.
Az épület használható helyiségeinek összterülete 8525 m².

## Fordítás
- Ez a szócikk részben vagy egészben  a   Gulustan Palace című angol Wikipédia-szócikk fordításán alapul.  Az eredeti cikk szerkesztőit annak laptörténete sorolja fel. Ez a jelzés csupán a megfogalmazás eredetét és a szerzői jogokat jelzi, nem szolgál a cikkben szereplő információk forrásmegjelöléseként.